# エッサール・グループ
エッサール・グループ（Essar Group）は、インドを拠点とするコングロマリットである。鉄鋼・石油・通信・電力・建設・海運など幅広く事業を展開している。オーナーは、ルイア一族。

## 事業

### 鉄鋼事業
インドの上場鉄鋼会社であるエッサール・スティールが中心。海外進出にも意欲的で2007年4月、カナダのアルゴマ・スチール、米国のミネソタ・スチールを相次いで買収、米国、カナダ、インドネシアの4カ国で製鉄所を所有していた。
特に、インド国内においては、インド西海岸グジャラート州で銑鋼一貫プロセスによる生産能力1,000万トン規模のハジラ製鉄所を操業しており、薄板や厚板、鋼管の製造・販売を手掛けるほか、同国東部では鉄鉱石鉱山も保有するインド第4位の製鉄企業であった。2017年、会社は破綻してインド倒産・破産法のもとで再建手続きに入り、2018年に入札による売却が行われることとなり、翌2019年12月、新日鐵住金40%、アルセロール・ミタル60%による共同買収が完了した。

### 石油事業
インドの上場石油会社であるエッサール・オイルは、主にインド国内での石油精製・小売を中心に手掛け、2009年には、ケニアの製油所に資本参加するなど海外進出を進めていたが、2017年、
ロシア国営大手のロスネフチと、欧州系の大手資源商社トラフィギュラとロシアの投資ファンドの企業連合が、エッサール・オイル株を49%強ずつ取得した。
モーリシャスに石油生産子会社を設立し、上流部門にも進出していた。インド、オーストラリア、ベトナム、ミャンマー、インドネシア、マダガスカル、ナイジェリアなどで権益を保有していた。

### 通信事業
かつてインド第3位の携帯電話会社ボーダフォン・エッサールの株式33%を保有していたほか、携帯電話販売チェーンのThe MobileStoreや通信インフラ会社エッサール・テレコム・インフラストラクチャーを傘下にもつ。
国外では、アフリカの携帯電話会社Econet Wireless International（エッサールが株式の49%を保有）からケニアでの事業を買い取り、「yu」ブランドでサービスを開始した。 またウガンダでもGSM免許を取得している。

### 港湾事業
インド第2位の港湾デベロッパー・オペレーターでありハジラ、サラヤなどの主要港の他に発展途上国の港湾への投資に注力している。

### その他の事業
エッサール・グループは、電力・建設・海運・アウトソーシング・化学・鉱物・農業・小売などの分野にも進出している。